# Tugford
Tugford – wieś w Anglii, w hrabstwie Shropshire, w dystrykcie (unitary authority) Shropshire. Leży 17 km od miasta Bridgnorth. W 1961 roku civil parish liczyła 86 mieszkańców. Tugford jest wspomniana w Domesday Book (1086) jako Dodefort.